# Engin Fırat
Engin Fırat (Estambul, Turquía, 11 de junio de 1970) es un entrenador de fútbol turco. Actualmente está sin club.

## Vida personal
Fırat nació el 11 de junio de 1970 en Estambul. Comenzó su carrera futbolística cuando tenía 10 años. Después de retirarse como jugador, comenzó su exitosa carrera como entrenador. Es conocido como un entrenador con mucha experiencia y éxito internacional. Es un experto en tácticas (muchas victorias en partidos históricos) y un líder fuerte.

## Trayectoria

### Primeros años
Fırat se graduó de la Universidad de Deportes en Alemania. Comenzó su carrera profesional como entrenador asistente de la leyenda alemana Horst Hrubesch en Samsunspor en 1997. Esto lo convirtió en el entrenador de fútbol profesional más joven de Europa.
Samsunspor terminó la temporada con un excelente quinto lugar en la Süper Lig. Con 27 años en el fútbol profesional, rápidamente se ganó el respeto del club y los jugadores. Así que no fue una sorpresa cuando el club envió a Hrubesch, se le pidió a Firat que se quedara y se convirtiera en el entrenador asistente del nuevo entrenador, Joseph Jaranbinsky de la República Checa. La siguiente temporada, Jarabinsky y Firat se unieron a los rivales de la liga Antalyaspor. Terminaron una temporada muy exitosa en el sexto lugar, con el total de puntos y el rango más altos en la historia del club.

### Eintracht Frankfurt y Fenerbahçe
Entre 2000 y 2002, Firat fue miembro del cuerpo técnico del equipo de la Bundesliga Eintracht Frankfurt. También hizo scouting para el equipo. Firat se unió al gigante turco Fenerbahçe, como entrenador asistente del entrenador alemán Werner Lorant en 2002. Terminaron segundos en la liga y su histórica victoria por 6-0 sobre sus rivales, el Galatasaray fue lo más destacado de la temporada.

### LR Ahlen
En enero de 2003, Lorant y Firat se hicieron cargo del equipo de la 2. Bundesliga LR Ahlen. El equipo ocupaba el puesto N°17 al comienzo de la segunda mitad de la temporada que terminó lejos de los puestos de descenso. Ocuparon el quinto lugar en la segunda mitad de la clasificación de la temporada. Después de que Lorant renunció como entrenador del club, Firat se convirtió en entrenador durante tres juegos, lo que lo convirtió en el segundo entrenador turco en la historia de la Bundesliga alemana, después de Mustafa Denizli.

### Incheon United
En 2004, Lorant y Firat se unieron al recién fundado equipo profesional surcoreano Incheon United. Por motivos familiares, Firat dejó el equipo después del campamento de pretemporada, pero regresó al club un mes después y también dirigió al equipo en cinco partidos.

### Regreso a Turquía
Al comienzo de la temporada 2005-06, Lorant y Firat se hicieron cargo del equipo turco, Sivasspor. Sivasspor acaba de ascender desde la Segunda División y el dúo de entrenadores logró crear el equipo más interesante de esa temporada y terminaron en un octavo lugar muy sorprendente. Además, ganaron la Copa de la República durante la pretemporada.

### Saipa y la selección iraní
Firat volvió a trabajar con Lorant como entrenador asistente, esta vez en el Saipa de la Iran Pro League. Como Lorant renunció después de tres meses, a pesar de liderar la liga, el club le ofreció a Firat continuar su trabajo como nuevo entrenador. Saipa tomó el impulso del liderazgo de la liga y terminó la temporada como sorprendentes campeones de la IPL. En marzo de 2008, Ali Daei fue nombrado entrenador de la selección nacional de fútbol de Irán y le pidió a Firat que se convirtiera en su primer entrenador. En su época, la selección iraní nunca perdió ningún partido.

### Sepahan
Después de llegar a un acuerdo con Ali Daei y la federación de fútbol, Firat firmó un trabajo de entrenador con el Sepahan iraní.
Firat estaba entre los candidatos para convertirse en entrenador de Nigeria para dirigir al equipo en la Copa Mundial de la FIFA 2010, un trabajo que rechazó. Firat fue honrado con un premio, como mejor entrenador turco en el extranjero, por Celik Bilek Ödülleri en Turquía. En los años siguientes, Firat participó activamente en la formación de entrenadores de entrenadores iraníes.

### Gostaresh Foolad
Después de que Luka Bonačić dimitiera para convertirse en el entrenador del Sepahan, Firat fue nombrado entrenador del club para la temporada 2011-12. Firat lideró al equipo en los primeros doce partidos, pero renunció en octubre de 2011. Después de que Firat dejó Irán, recibió ofertas de Galati (Rumanía), Rizespor y Konyaspor (Turquía) que rechazó.

### Regreso al Saipa
El 11 de mayo de 2013, se anunció que Firat actuará como entrenador del Saipa para la próxima temporada. Su primer partido fue un empate 1-1 sobre el Damash Gilan. En esta temporada creó una nueva generación de jóvenes jugadores talentosos. Saipa incluso ganó por primera vez en la historia del club en casa contra el poderoso Persépolis. Lideró a Saipa con el presupuesto más bajo y el equipo más joven de la liga al octavo lugar, que fue el mejor resultado en los últimos siete años para el club. Firat recibió muchas ofertas para quedarse en Irán y algunas ofertas lucrativas de la UAE Pro League, pero en las últimas semanas de la liga se rompió el tendón de Aquiles en el entrenamiento. Por lo tanto, decidió tomarse un descanso.

### Carrera posterior
En noviembre de 2014, el Galatasaray le ofreció a Firat el puesto de entrenador asistente aunque se negaría a trabajar con el entrenador Cesare Prandelli. Al mismo tiempo, los periódicos de Bosnia y Herzegovina escribieron que Firat es uno de los principales candidatos como nuevo entrenador de la selección nacional de fútbol de Bosnia y Herzegovina.
Primero hizo un movimiento sorpresa en junio de 2015 y aceptó una oferta de Karabükspor para ser gerente general del club, que ascendió a la Superliga turca. En 2016, Fırat fue elegido vicepresidente de TÜFAD Europa (Asociación Europea de Entrenadores Turcos). A partir de 2018, Firat asumió el cargo de director deportivo de Vllaznia Shkoder. El Equipo volvió a los días exitosos de su historia.

### Moldavia
El 28 de octubre de 2019, Fırat fue anunciado como el nuevo entrenador de la selección nacional de Moldavia. Firat también cambió aquí el estilo de juego del equipo y produjo un rendimiento histórico para Moldavia. Algunos encuentros como el 1-2 en París contra Francia y el 0-0 en Rusia, nunca serán olvidados en el país. Fue elegido como Entrenador del Año en 2019. Dejó su cargo a finales del 2020 y su sucesor fue Roberto Bordin.

### Kenia
Se hizo cargo por primera vez de la selección nacional de Kenia el 7 de octubre de 2021, firmando un contrato por dos meses. En diciembre del 2022, Barry Otieno (CEO de la Federación de Fútbol de Kenia) confirmó que Firat continuaría siendo el seleccionador del combinado africano y que firmaría un contrato por tres años.El 11 de diciembre de 2024, presentó su renuncia al cargo después de que el secretario del nacional instara a la Federación de Fútbol de Kenia a que no le financiaran su salario.

## Clubes

### Como entrenador
| Club                  | País          | Año       |
| --------------------- | ------------- | --------- |
| LR Ahlen              | Alemania      | 2004      |
| Incheon United        | Corea del Sur | 2005      |
| Kayseri Erciyesspor   | Turquía       | 2008      |
| Sepahan               | Irán          | 2008      |
| Gostaresh Foulad      | Irán          | 2011      |
| Saipa                 | Irán          | 2013-2014 |
| Selección de Moldavia | Moldavia      | 2019-2020 |
| Selección de Kenia    | Kenia         | 2021      |
| Selección de Kenia    | Kenia         | 2023-2024 |